# 6644 Jugaku
6644 Jugaku eller 1991 AA är en asteroid i huvudbältet som upptäcktes den 5 januari 1991 av de båda japanska astronomerna Kazuro Watanabe och Atsushi Takahashi vid Kitami-observatoriet. Den är uppkallad efter den japanske astronomen Jun Jugaku.
Asteroiden har en diameter på ungefär 14 kilometer och den tillhör asteroidgruppen Hygiea.